# 反法西斯主义运动

1930年代的反法西斯主义运动标志

反法西斯主义运动（德語：Antifaschistische Aktion，缩写为Antifa）是一個起源於1930年代、并于1980年代重生於德國的一股反法西斯主義政治運動之總稱，發展至今，在美國、愛爾蘭、荷蘭、丹麥、英国、瑞典、捷克、斯洛伐克、塞爾維亞、義大利、西班牙皆有使用同一名稱和旗幟的團體。不過各地團體的組織程度、組織類型、以及政治主張皆有差異。除了一致反法西斯、反納粹、反種族主義之外，其餘的政治主張光譜大致在無政府主義。中歐和東歐的組織大多明確主張無政府主義、反國家、反布尔什維克。義大利和西班牙的Antifa則奉行共產主義傳統。

## 活动
在發源地德國，在數個大城市（例如柏林、法蘭克福、漢堡）有不同的Antifa團體，他們對於在示威遊行活動中使用暴力的觀點不相一致。有些團體只採取靜坐、非暴力、公民不服從的方式；有些團體認同使用暴力；有些團體甚至認同在必要時對人使用暴力，此類性質加上其餘1930年代的團體的思想意識形態的高度關聯性使得許多Antifa團體被德國聯邦憲法保衛局（國安局）列為觀察對象。
由於每年春天希特勒生日，德國的新納粹份子會在幾個大城舉行遊行。為了反制，德國的Antifa團體在每年5月1日發起反納粹、接納外來移民及難民的遊行。
2014年秋起，德國的極右翼陣營在每星期一發起 PEGIDA 遊行，Antifa則於同時段發起反制遊行。
2020年5月25日，非洲裔美國人乔治·弗洛伊德被白人警察德里克·肖万殺害，引發美國全境的示威和騷亂，有報導指Antifa有參與其中，美國總統唐納·川普在個人Twitter上宣稱會將Antifa指定爲恐怖組織。

## 外部連結
- Antifa 德國主站
- Antifa 德國柏林（页面存档备份，存于）
- Antifa 德國慕尼黑（页面存档备份，存于）
- Antifa 德國法蘭克福（页面存档备份，存于）